# Kalendarium Rzepinka
Rzepinek – 9 km na południe od Starachowic, na prawym brzegu rzeki Świśliny, naprzeciw Rzepina, ok. 11 km na północ od klasztoru wieś w województwie świętokrzyskim powiecie starachowickim, gminie Pawłów.
Nazwa wsi zmienia się na przestrzeni lat i tak: w roku 1198, 1228, 1339 - „Rzepin”, 1351 (1553) „Rzepin paruum”, 1442 „Rzepin parua”, dopiero od 1443 „Rzepinek”, 1470-80 „Rzepinek”, „Rzepynek”, 1504 „Rzepynek”, 1506 „Rzepin parva”, 1510 „Rzepyn Minor”, 1519 „Rzepinek”, „Srzepinek”, 1529 „Rzepinek”, 1531-2 „Rzepyn Minor”, 1538  „Rzepin Minor”, 1564-5 ›„ Rzepin”, 1674 „Rzepinek”.

## Podległość administracyjna świecka i kościelna
W roku 1351 ziemia sandomierska, 1442  powiat sandomierski, 1827 powiat opatowski.  1470-80 par. Świętomarz (Długosz. L.B.. II 464), 1827 parafia Pawłów.

## Topografia i przebieg granic wsi
1443, 1519 - Rzepin, 1470-80 graniczy z Rzepinem, Świśliną, Radkowicami,  Zawadą, Dąbrową, Pawłowem, Warszowem i Jadownikami (Długosz. L.B.. III 236, 238), 1532, 1777, 1780 › Rzepin, 1780 graniczy od wschodu z Jadownikami, od południa i zachodu z wsiami Swierzawy, Świślina i Radkowice, od północy z włościami benedyktyńskimi..

## Kalendarium  własności, historia XII-XIX wiek
Własność szlachecka od 1198, następnie klasztoru miechowskiego, od 1339 r. klasztoru świętokrzyskiego, 1351, 1442 tak jak własność Rzepina,
1470-80 należy do klasztoru świętokrzyskiego osadzony na 4 łanach kmiecych. Kmiecie płacą po 1 grzywny czynszu razem z poradlnym, dają po 30 jaj, 2 koguty i 2 sery, pracują po 1 dniu tygodniowo, własnym wozem lub pługiem (Długosz. L.B.. III 236, I 438, II 464),
- 1504 odnotowano pobór z 1 łana[3],
- 1506 odnotowano pobór z 1 łana i od 1 zagrodnika
- 1510 odnotowano pobór z 2 łanów i 1/2 łana opustoszałego.
- 1529 odnotowano pobór z 3 łana i pół łana oraz karczmy.
- 1529 należy do stołu opata, płaci 3 grzywny czynszu podobnie w 1531-2,
- 1538 odnotowano pobór z 1,5 łana[4], 1553, 1564-5 › Rzepin, 1569,
- 1571 opat świętokrzyski daje pobór z 2 łanów i od 1 zagrodnika z rolą (Archiwum Skarbu Koronnego, dział w AG. I/7 264v, 339, 410),
- 1577 opat świętokrzyski daje pobór od 4 kmieci na 2 łanach i 1 zagrodnika z rolą,
- 1578 klasztor świętokrzyski daje pobór od 4 kmieci na 2 łanach, 2 zagrodników z rolą, 1 komornika bez bydła i z karczmy (ib. I/10 774, Paw. 191),
- 1629 opat świętokrzyski daje pobór od 4 kmieci na 2 łanach, 2 zagrodników z rolą i 1 komorników bez bydła,
- 1662 pogłówne od 38 mieszkańców[5],
- 1673 pogłówne od 26 mieszkańców,
- 1674 pogłówne od 25 mieszkańców, a w drugiej turze od 24 mieszkańców,
- 1780 należy do klucza rzepińskiego dóbr stołu opata komendatoryjnego. 7 dymów. 3 kmieci (Jan Kasperek, Mikołaj Sadło, Maciej Chudak), 3 zagrodników o nazwiskach: Szymon Wrona, Tomasz Pocheć, Bartłomiej Nowicki i 2 komorników: Stanisław Sławek, wdowa Puchalina, 760 zagonów pustych. 1 kmieć pracuje 4 dni tygodniowo sprzężajem w 2 konie i 2 woły, pozostali po 2 dni tygodniowo 2 wołami i 1 dniu tygodniowo pieszo, wszyscy odrabiają po 2 dni powaby i 12 łokci oprawy, dają po 24 gr czynszu, 2 korce żyta. 2 kapłony i 40 jaj. 1 zagrodnik pracuje 3 dni tygodniowo pieszo, odrabia 6 łokci oprawy, płaci 6 gr czynszu, pozostali pracują po 2 dni tyg. pieszo, odrabiają po 4 łokcie oprawy, płacą po 3 gr czynszu, wszyscy odrabiają po 2 dni powaby. Komornicy pracują po 1 dniu tygodniowo pieszo. Inne powinności podobnie jak w  Rzepinie.
 Subsidium charitativum wynosiło 120 zł[1],
- 1787 Rzepinek liczył 75 mieszkańców, w tym 6 Żydów,
- 1827 było tu 12 domów i 78 mieszkańców.

## Parafia, powinności dziesięcinne
Na przestrzeni wieków mieszkańcy wsi oddają dziesięcinę  do prepozyta kieleckiego.
1470–1480 z całej wsi dziesięcinę konopną z 4 wiązek i snopową wartości do 4, czasami do 5 lub 6 grzywien, zwożą do stodoły prepozyta kieleckiego (Długosz. L.B. I 438, II 464, III 236), 1529 z całej wsi dziesięcinę snopową wartości 9 grzywien należy do prepozyta kieleckiego.
1780 dziesięcina snopowa należy do prepozyta kieleckiego.